# Hercostomus excipiens
Hercostomus excipiens är en tvåvingeart som beskrevs av Becker 1907. Hercostomus excipiens ingår i släktet Hercostomus och familjen styltflugor. Inga underarter finns listade i Catalogue of Life.